# احتباس ادرار
احتباس ادرار (به عربی: احتباس البول/حبس البول) یا شاش‌بند (به انگلیسی: Urinary retention) به عدم قابلیت دفع ادرار گفته می‌شود. این عارضه از اصلی‌ترین علایم  هیپرپلازی خوش‌خیم پروستات است.
از دیگر دلایل ایجاد احتباس ادراری می‌توان به انواع عفونت، مشکلات عصبی، یبوست و اثر برخی داروها و آمفتامین اشاره نمود.
mbbs admission 2017 India *
این اختلال در سیستم ادراری به معنی تخلیهٔ کم یا ناکامل مثانه است. گاه عضله‌های مثانه و اسفنکتر مثانه آزاد نشده و ادرار به سختی جریان پیدا می‌کند و باعث عدم تخلیه کامل مثانه می‌شود. ادرار باقی مانده می‌تواند منجر به ایجاد عفونت شود.

## سمپتوم و نشانه‌ها
احتباس ادرار توسط جریان کم ادرار یا تناوب در ادرار، حس دفع ناقص (تأخیر بین تلاش برای ادرار کردن)، شب ادراری (نیاز به ادرار کردن در شب) و تکرر ادراری خود را نمایان می‌سازد. ادرار باقی‌مانده در مثانه ممکن است منجر به بی اختیاری ادرار گردد و در موارد حاد احتباس کامل یا آنوری، نیازمند اورژانس پزشکی خواهد بود چراکه ممکن است به‌علت کشش (اتساع) بیش‌ازحد در بافت ماهیچه، مثانه دچار پارگی بافت گردد.

## دلایل و علت‌ها
از دلایل و علل ایجاد این عارضه می‌توان با گروه‌بندی هریک از ارگان‌های مرتبط، به موارد زیر اشاره نمود:
در مثانه:
- عملکرد ناقص اسفنکتر
- اختلال عصبی در اعصاب مربوط به سیستم ادراری و همچنین پارکینسون
- استفاده از آمفتامین
- مشکلات و بیماری در بافت مثانه

در پروستات:
- هایپرپلازی خوش‌خیم پروستات
- سرطان پروستات
- پروستاتیت (التهاب در پروستات)

در اورترا (میزراه)
- استفاده از آمفتامین
- مشکلات مادرزادی دریچه‌ها
- ختنه
- هرنوع انسداد در میزراه
- استفاده از هرنوع محرک (دارو) و اکستازی یا آمفتامین

## انسداد مجرای ادراری در مردان
به علت شیوع بالای انسداد مجرای خروجی مثانه، مشکلات تخلیه ادرار شایع‌ترین دلیل مراجعه مردان به بیمارستان می‌باشد.
دلایل اشکال در تخلیه ادرار مردان عبارتند از:

### انسداد آناتومیکی مجرای خروجی
انسداد در سطح پروستات.
انسداد در سطح گردن مثانه.
انسداد به علت تنگی مجرا.
فشرده شدن مثانه یا پیشابراه از خارج (مثلاً تومور).

### انسداد عملکردی
فعالیت بیش از حد گردن مثانه و عضلات مجرا باعث ناهماهنگی عضلانی با انقباض عضله دتروسر می‌شود.

### نارساییعضله دتروسر
- اولیه
- ثانویه بر انسداد مجرای خروجی یا یک بیماری سیستم عصبی[۴]

## انسداد مجرای خروجی مثانه در زنان
اکثر زنان که در تخلیه ادرار مشکل دارند دچار یک بیماری نوروپاتیک هستند که بر مثانه تأثیر می‌گذارد.
دلایل اشکال در تخلیه ادرار زنان عبارتند از:

### انسداد آناتومیکی مجرای خروجی
تصحیح بیش از حد پس از سیستویورتروپکسی.
فشرده شدن مثانه و گردن پیشابراه از خارج.
انسداد در سطح گردن مثانه.
تنگ شدن مجرا.

### انسداد عملکردی
فعالیت بیش از حد گردن مثانه و عضلات مجرا باعث ناهماهنگی عضلانی با انقباض دتروسر می‌شود.

### نارسایی عضله دتروسر
اولیه.
ثانویه بر انسداد مجرای خروجی یا یک بیماری سیستم عصبی.

### تکرار ادرار با حجم کم
بسیاری از زنان مبتلا به فعالیت بیش از حد مثانه، جریان ضعیف، تأخیر در شروع ادرار و غیره را گزارش می‌کنند که می‌تواند نتیجه نا به هنگام ادرار در حجم‌های کم ادرار در مثانه باشد.

## تشخیص
کنترل جریان ادرار ممکن است در تشخیص نوع اختلال کمک کند. سونوگرافی از مثانه، کنترل سرعت جریان و مقدار باقی‌مانده از ادرار در مثانه پس از ادرار کردن صورت می‌گیرد. نتیجه آزمون نرمال باید میزان جریان ادرار ۲۰ تا ۲۵ میلی‌لیتر در ثانیه را نشان دهد و نیز مقدار ادرار باقی مانده در مثانه نباید بیشتر از ۵۰ میلی‌لیتر باشد و مقادیر قابل توجه باقی‌مانده از ادرار، پتانسیل عفونت‌های دستگاه ادراری را افزایش می‌دهد هرچند باید در نظر داشت که در بزرگسالان مسن‌تر از ۶۰ سال، مقادیر تا ۱۰۰ میلی‌لیتر از ادرار باقی مانده (پس از هربار دفع ادرار) به دلیل کاهش انقباض عضله دترسور، معمول و قابل چشم‌پوشی است. در احتباس مزمن، ممکن است سونوگرافی از مثانه، افزایش شدید در ظرفیت مثانه (ظرفیت عادی ۴۰۰ تا ۶۰۰ میلی‌لیتر است) را نشان دهد.

## پی‌آمد و عوارض
احتباس ادرار، اغلب بدون هشدار اتفاق می‌افتد و به‌شکل ناتوانی در ادرار کردن نمود میابد. در برخی افراد، این اختلال تدریجی و در برخی دیگر ناگهانی بروز پیدا می‌کند. احتباس ادراری حاد یک حالت اورژانس بوده و نیاز به درمان فوری خواهد داشت.
درد شدید آزار دهنده و تعریق، آنژین، اضطراب و فشار خون بالا از پی‌آمدهای احتباس ادراری است و بیمار ممکن است نیاز به بستری در بیمارستان یابد. در چنین وضعیتی باید بیمار با ظن رسیدن به مرحله سکته قلبی، تحت مانیتورینگ قرار گیرد. از دیگر عوارض احتباس ادراری می‌توان به نارسایی مزمن کلیه اشاره نمود.
احتباس ادراری و هرگونه انسداد مجاری ادراری در درازمدت عواقبی را به‌دنبال دارد همچون:
- انواع سنگ و رسوب مثانه
- آتروفی عضلات دتروسور
- هیدرونفروزی (تراکم اخلاط در کلیه)
- هایپرتروفی در دتروسور
- دیورتیکولا (تغییر شکل در ماهی‌چه مثانه)

## درمان
در احتباس ادراری حاد با قرار دادن سوند ادراری یا نصب استنت می‌توان به‌طور موقت به دفع ادرار کمک کرد. برای درمان نهایی ابتدا باید عامل ایجاد احتباس مشخص گردد. داروهای آلفا بلوکر مانند فنوکسی‌بنزامین و تولازولین می‌تواند درمان مناسب باشد. در موارد حادتر پروستاتکتومی (TURP) و دیگر درمان‌های تهاجمی می‌تواند اثرگذار باشد.
شرکت Medtronic برای بیمارانی که از مشکل تکرر و احتباس ادرار رنج می‌برند و نسبت به دیگر روش‌های درمانی سازگار نیستند، روش درمانی بسیار نوآورانه‌ای ارائه کرده‌است. Sacral Neuromodulation امکان کنترل اعصاب ناحیه مثانه، به منظور مرتفع‌سازی مشکلات موجود را ایجاد می‌کند.
- FDA- این گواهی در سال 1997 برای درمان تکرّر ادرار و در سال 1999 برای احتباس ادرار صادر شدند.
- روش جراحی و جایگذاری با حداقل تهاجم
- کارایی تأیید شده- تا 5 سال- برای افرادی که نسبت به دیگر روش‌های درمانی پاسخگو نبودند.

در بیمارانی که به درستی بررسی و انتخاب شده‌اند، SNM به شدت می‌تواند علائم تکرّر و احتباس ادرار را کاهش دهد.

## اپیدمیولوژی
بیماری در مردان نسبت به زنان دارای شیوع بسیار بیشتری است.